# Десантные катера проекта 02320 «Казак»
Десантные катера проекта 02320 «Казак» — проект российских десантных катеров для ВМФ России. ДКА также могут использоваться для снабжения баз или проведения водолазных работ.
Относятся к кораблям 4-го ранга.

## История разработки
Проект десантного катера 02320 «Казак» разработан специалистами ОАО «ЗНТ-Инжиниринг», являющегося проектно-конструкторским бюро завода «Нижегородский теплоход». Главный конструктор проекта — Андрей Чичагов. Целью создания проекта было оснащение катерами проекта УДК типа «Мистраль». После отказа поставки французской стороной УДК в состав ВМФ России, катера будут предложены в качестве замены и дополнения ДКА проекта 1785 и 1176 «Акула». Также они будут предложены для комплектации УДК типа «Лавина».
Впервые проект ДКА 02320 «Казак» представлен на МВМС-2013 в Санкт-Петербурге.

## Десантные возможности
Варианты компоновки ДКА:
- 2 основных боевых танка с экипажами;
- 2 бронетранспортёра с экипажами;
- 2 автомобиля специального назначения (БРМ, РЭБ, РХБЗ, связи);
- 1 основной боевой танк и 1 бронетранспортёр с экипажами;
- 1 основной боевой танк с экипажем и 50 морских пехотинцев;
- 1 бронетранспортёр с экипажем и 50 морских пехотинцев;
- 1 грузовой автомобиль с прицепом;
- 100 морских пехотинцев.

## Особенности проекта
При разработке проекта были учтены и внедрены в проект современные комплексы автоматизации управления, благодаря чему полный экипаж состоит из четырёх человек.
Так как изначально проект разрабатывался под ТТХ УДК типа «Мистраль», то в доковой камере УДК можно одновременно разместить 4 катера этого проекта.
Катера могут быть использованы в качестве многофункциональных судов при проведении водолазных и аварийно-спасательных работ на глубинах до 60 метров.

### Конструкция
Катера представляют собой десантные плашкоуты с открытым трюмом и носовой аппарелью. Рубка с органами управления и машинное отделение находятся в кормовой части катера.
- Длина — 27,75 м,
- ширина — 7,2 м,
- осадка — ~1 метр,
- скорость — до 11 узлов.

### Вооружение
Вооружение катеров состоит из трёх дистанционно-управляемых модулей: один ─ с пулемётом типа «Корд» или «Утес» калибра 12,7 миллиметра, в других — морские версии автоматического гранатомёта АГС-17 (АГ-17А) калибра 30 миллиметров. В качестве штатного вооружения также используются: два противодиверсионных гранатомёта ДП-64 «Непрядва» и четыре ПЗРК «Игла».